# سوسن إدومي
السوسن الإدومي (باللاتينية: Iris edomensis) هو أحد أنواع السوسن من الفصيلة السوسنية.

## الموئل والانتشار
ينتشر في بلاد الشام. سمي نسبة إلى منطقة إدوم في أقصى جنوب بلاد الشام.

## مرادفات للاسم العلمي
- (باللاتينية: Juno edomensis (Sealy) Soják)